# Shafique Keshavjee
Shafique Keshavjee, né le 13 décembre 1955 à Nairobi, est un pasteur et ancien professeur de théologie suisse, originaire de l'Inde.

## Biographie
Shafique Keshavjee arrive en Suisse en 1963, et entame des études en sciences sociales et politiques, en théologie et en histoire des religions à l'université de Lausanne. En 1991, il devient pasteur de l'Église réformée du canton de Vaud. Auteur d'une thèse de doctorat sur Mircea Eliade, il est l'un des animateurs de l'Arzillier, une maison pour le dialogue entre les religions, à Lausanne.
Shafique Keshavjee se fait connaître du grand public avec Le Roi, le Sage et le Bouffon (Le Seuil, 1998), une fable humaniste sur la rencontre des grandes religions. En 2004, il publie chez le même éditeur La Princesse et le Prophète, un roman « engagé » sur la mondialisation et les conséquences néfastes de celle-ci.
En 2005, il rédige avec son fils Simon Philou et les facteurs du ciel ; son fils souffrant de leucémie a imaginé cette histoire et a finalisé son livre deux jours avant de décéder à l'âge de 13 ans et demi.

### Ouvrages
- Mircea Eliade et la coïncidence des opposés ou L’existence en duel, Berne, Peter Lang, 1993, 477 p. (ISBN 978-3-906750-83-5)
- Vers une symphonie des Eglises. Un appel à la communion, Mont-sur-Lausanne, Ouverture/Saint-Augustin, 1998 (ISBN 978-2-88413-064-6)
- Le roi, le sage et le bouffon. Le grand tournoi des religions, Paris, Seuil, 1998, 262 p. (ISBN 978-2-02-039910-4)
- Dieu à l’usage de mes fils, Paris, Seuil, 2000 (ISBN 978-2-02-034948-2)
- La princesse et le prophète. La mondialisation en roman, Paris, Seuil, 2004, 295 p. (ISBN 978-2-02-062855-6)
- Philou et les facteurs du Ciel, Valence, Dynamots, 2005
- Une théologie pour temps de crise. Au carrefour de la raison et de la conviction, Genève, Labor et Fides, 2010  (ISBN 978-2-8309-1386-6)
- La Reine, le Moine et le Glouton, Paris, Seuil, 2014  (ISBN 978-2-02-117198-3)
- Pour que plus rien ne nous sépare, Bière, Cabédita, 2017

### Articles
- « Lire Mircea Eliade. Brève introduction à une herméneutique de son œuvre » Hokhma 36 (1987), p. 54-75.
- « Totalité, paradoxe et liberté dans l’œuvre de Mircea Eliade. Homo religiosus. » in To Honor Mircea Eliade. American Romanian Academy of Arts and Sciences. 10 (1990), p. 255-276.
- « Le christianisme, une religion parmi d’autres? » et « La résurrection, une mystification? » in Des questions à vos réponses… à propos du christianisme, Lausanne, Presses bibliques universitaires.
- Articles « Démonologie », « Magie », « Paganisme » et « Parapsychologie » in Encyclopédie du protestantisme, Genève, Labor et Fides, (1995) 2006.
- « Thèses pour une théologie chrétienne des religions non-chrétiennes » in Tolérer la tolérance ?, Genève, Éditions Je sème, 1996.
- « Église(s) et homosexualité : risquer des thèses et proposer des démarches » Hokhma 87 (2005), p. 70-88.
- « Les religions : causes de violences ou facteurs de paix ? » in D. Marguerat (dir), Dieu est-il violent ?, Paris, Bayard, 2008, pp.195-234.

## Sources
- « Shafique Keshavjee », sur la base de données des personnalités vaudoises sur la plateforme « Patrinum » de la Bibliothèque cantonale et universitaire de Lausanne.